# Temistocles Avella
Temistocles Avella (Sogamoso, 2 de julio de 1842 - ibidem, 5 de abril de 1915) fue un escritor y periodista colombiano que desarrolló su carrera en la región de Boyacá.

## Biografía
Temistocles Avella Mendoza nació el 2 de julio de 1842 en el municipio colombiano de Sogamoso, situado en el centro-oriente del departamento de Boyacá en la región del Alto Chicamocha. A temprana edad quedó huérfano. Realizó sus estudios en el Colegio Boyacá en Tunja.
Desde los 17 años comenzó a participar y a colaborar en diversos periódicos de pequeña circulación de Colombia, como El Estudio, El Impulsor, El Martes, El Fénix, La Juventud del Socorro, El Oasis de Medellín, El Tornillo, El Empresario de Tunja, El Iris, El Hogar, El Mosaico y La Prensa de Bogotá. Además de desempeñarse como periodista, también se dedicó a la poesía y la investigación histórica.
A pesar de su extensa obra en diversos periódicos de su país natal, su obra es poco conocida fuera del ámbito de Boyacá. Se dedicó a escribir cuentos, novelas, poesías y pequeños ensayos, que fueron publicados en varios libros, tanto de Colombia como de Argentina, como el caso de Anacoana, publicado dentro del libro Novelas Americanas de 1888, editado en Buenos Aires, junto con otras dos colaboraciones de La Chiriguana, de la poetisa argentina Josefina Pelliza de Sagasta; y La Roca de la Viuda, del escritor peruano Ricardo Rossel.
Su obra trató principalmente sobre el pasado de su país y el continente, abordando temas como la conquista española, las colonias en América y cómo ésta afecto a los aborígenes del continente.Realizó diversos viajes por Europa, en los que aprovechó para estudiar la distintas culturas que observó, lo que quedó plasmado en su libro "Cartas de un viajero". En la obra "Los tres Pedros en la red de Inés de Hinojosa" de 1864, reescribe la historia de Inés de Hinojosa, una hacendada que fue ejecutada por crimen pasional en Tunja en 1571, lo que constituyó uno de los mayores escándalos del Reino de Nueva Granada y Venezuela.
Murió el 5 de abril de 1914 en Sogamoso, lugar donde vivió buena parte de su vida.

## Obras
- Publio (1862).
- Los tres Pedros en la red de Inés de Hinojosa (1864).
- Cartas de un viajero (1869).
- Vista del libro donde salió publicado su obra Anacoana.Anacoana, dentro del libro Novelas Americanas (1877).
- Daniel Sikles (s/f).
- Labor Intelectual (1915, libro póstumo que reúne varios de sus escritos).

## Honores
En el año 1991se creó la Biblioteca Temístocles Avella Mendoza en el barrio Villa del Sol de la ciudad de Sogamoso, sin embargo ésta quedó envuelta en una polémica que produjo que la misma no fuera erigida finalmente.